# Deutsche Literatur im Mittelalter
Folgende Artikel beschäftigen sich mit der deutschsprachigen Literatur im Mittelalter:
Nach Epochen:
- Althochdeutsche Literatur (siehe auch Klosterliteratur)
- Frühmittelhochdeutsche Literatur
- Deutsche Literatur des hohen Mittelalters
- Dichtung des Spätmittelalters

Nach Textgattungen:
- Minnesang
- Spruchdichtung und Sangspruchdichtung
- Höfischer Roman und Artusroman
- Heldendichtung und Heldenbücher

Der wissenschaftlichen Auseinandersetzung mit der deutschen Literatur des Mittelalters widmet sich die Germanistische Mediävistik (auch: Altgermanistik).